# 더럼 지방자치구
더럼 지방자치구 또는 더럼 지역은 캐나다 온타리오주 남부에 위치한 지방자치구로, 토론토의 동쪽에 위치해있다. 약 2,500 평방킬로미터로 이루어진 더럼 지역은 광역 토론토의 일부로, 오샤와, 휘트비, 클라링턴을 중심으로 또다른 광역권을 형성한다. 더럼 지역의 의회는 휘트비에 위치해있다.

## 역사
더럼 지역에 처음으로 정착했던 사람들은 캐나다 원주민들로, 이로쿼이와 오지브웨이 등 여러 종족의 원주민들이 정착하였다. 이후 17세기와 18세기 프랑스인과 영국인들이 각각 정착하게 되면서 모피를 유럽 등지로 수출하기도 하였다. 미국의 독립 전쟁 이후, 영국에 충성심이 있던 국왕파들이 이 지역으로 올라와 제국 국왕파 연합 (United Empire Loyalists) 을 세웠는데, 이후 이 국왕파들이 세운 맥래플린 캐리지 사와 같은 제조업체는 캐나다 제너럴 모터스가 되었다.
20세기 들어 영국과 유럽 등지에서 많은 이민자들이 일자리를 찾아 더럼 지역으로 오게 되었는데, 처음에는 폴란드인, 우크라이나인, 헝가리인, 크로아티아인, 독일인, 이탈리아인부터, 20세기 말에는 중동, 아시아, 남미에서도 이민을 오게 되었다.
1973년, 온타리오 주의회는 브록, 스커고그, 억스브리지, 에이잭스, 오샤와, 클라링턴, 피커링, 휘트비 등 8개 지방 자치 단체를 묶어서 더럼 지방자치구에 편입하는 더럼 지방자치구 법을 통과하여 1974년 1월 1일 발효하였다. 이후 더럼 지방자치구는 56만여 명이 사는 광역 토론토 지역 중 하나가 되었다.

## 기후
더럼 지역은 쾨펜의 기후 구분에 따라 습윤 대륙성 기후에 속한다. 더럼 지역의 연 평균 기온은 6.3℃로 캐나다에서 비교적 따뜻한 지역에 속하며, 가장 추운 달은 1월이고, 가장 더운 달은 7월이다. 더럼 지역의 역대 최고 기온은 1936년 7월 9일에 기록한 37.8℃이고, 역대 최저 기온은 1977년 1월 18일에 기록한 -35.6℃이다.
| Bowmanville (Clarington) (1981−2010)의 기후 | Bowmanville (Clarington) (1981−2010)의 기후 | Bowmanville (Clarington) (1981−2010)의 기후 | Bowmanville (Clarington) (1981−2010)의 기후 | Bowmanville (Clarington) (1981−2010)의 기후 | Bowmanville (Clarington) (1981−2010)의 기후 | Bowmanville (Clarington) (1981−2010)의 기후 | Bowmanville (Clarington) (1981−2010)의 기후 | Bowmanville (Clarington) (1981−2010)의 기후 | Bowmanville (Clarington) (1981−2010)의 기후 | Bowmanville (Clarington) (1981−2010)의 기후 | Bowmanville (Clarington) (1981−2010)의 기후 | Bowmanville (Clarington) (1981−2010)의 기후 | Bowmanville (Clarington) (1981−2010)의 기후 |
| 월                                          | 1월                                         | 2월                                         | 3월                                         | 4월                                         | 5월                                         | 6월                                         | 7월                                         | 8월                                         | 9월                                         | 10월                                        | 11월                                        | 12월                                        | 연간                                        |
| ------------------------------------------- | ------------------------------------------- | ------------------------------------------- | ------------------------------------------- | ------------------------------------------- | ------------------------------------------- | ------------------------------------------- | ------------------------------------------- | ------------------------------------------- | ------------------------------------------- | ------------------------------------------- | ------------------------------------------- | ------------------------------------------- | ------------------------------------------- |
| 역대 최고 기온 °C (°F)                      | 13.0 (55.4)                                 | 12.5 (54.5)                                 | 21.5 (70.7)                                 | 29.0 (84.2)                                 | 33.0 (91.4)                                 | 33.5 (92.3)                                 | 36.0 (96.8)                                 | 35.0 (95.0)                                 | 32.2 (90.0)                                 | 26.0 (78.8)                                 | 21.1 (70.0)                                 | 17.5 (63.5)                                 | 36.0 (96.8)                                 |
| 일평균 최고 기온 °C (°F)                    | −1.4 (29.5)                                 | 0.0 (32.0)                                  | 4.3 (39.7)                                  | 11.3 (52.3)                                 | 18.0 (64.4)                                 | 23.1 (73.6)                                 | 25.8 (78.4)                                 | 24.8 (76.6)                                 | 20.4 (68.7)                                 | 13.7 (56.7)                                 | 7.2 (45.0)                                  | 1.6 (34.9)                                  | 12.4 (54.3)                                 |
| 일일 평균 기온 °C (°F)                      | −5.6 (21.9)                                 | −4.4 (24.1)                                 | −0.2 (31.6)                                 | 6.4 (43.5)                                  | 12.4 (54.3)                                 | 17.5 (63.5)                                 | 20.0 (68.0)                                 | 19.2 (66.6)                                 | 15.0 (59.0)                                 | 8.7 (47.7)                                  | 3.4 (38.1)                                  | −2.2 (28.0)                                 | 7.5 (45.5)                                  |
| 일평균 최저 기온 °C (°F)                    | −9.9 (14.2)                                 | −8.8 (16.2)                                 | −4.6 (23.7)                                 | 1.5 (34.7)                                  | 6.8 (44.2)                                  | 11.8 (53.2)                                 | 14.3 (57.7)                                 | 13.5 (56.3)                                 | 9.5 (49.1)                                  | 3.6 (38.5)                                  | −0.4 (31.3)                                 | −6.0 (21.2)                                 | 2.6 (36.7)                                  |
| 역대 최저 기온 °C (°F)                      | −34.0 (−29.2)                               | −30.0 (−22.0)                               | −26.0 (−14.8)                               | −14.4 (6.1)                                 | −5.0 (23.0)                                 | −1.0 (30.2)                                 | 2.8 (37.0)                                  | −0.5 (31.1)                                 | −3.3 (26.1)                                 | −8.3 (17.1)                                 | −17.8 (0.0)                                 | −34.5 (−30.1)                               | −34.5 (−30.1)                               |
| 평균 강수량 mm (인치)                       | 63.1 (2.48)                                 | 50.5 (1.99)                                 | 55.0 (2.17)                                 | 70.6 (2.78)                                 | 75.9 (2.99)                                 | 83.8 (3.30)                                 | 63.2 (2.49)                                 | 78.1 (3.07)                                 | 98.7 (3.89)                                 | 70.8 (2.79)                                 | 88.6 (3.49)                                 | 68.1 (2.68)                                 | 866.5 (34.11)                               |
| 평균 강우량 mm (인치)                       | 32.2 (1.27)                                 | 32.8 (1.29)                                 | 41.0 (1.61)                                 | 68.0 (2.68)                                 | 75.9 (2.99)                                 | 83.8 (3.30)                                 | 63.2 (2.49)                                 | 78.1 (3.07)                                 | 98.7 (3.89)                                 | 70.6 (2.78)                                 | 83.1 (3.27)                                 | 46.1 (1.81)                                 | 773.3 (30.44)                               |
| 평균 강설량 cm (인치)                       | 31.0 (12.2)                                 | 17.7 (7.0)                                  | 14.1 (5.6)                                  | 2.6 (1.0)                                   | 0.0 (0.0)                                   | 0.0 (0.0)                                   | 0.0 (0.0)                                   | 0.0 (0.0)                                   | 0.0 (0.0)                                   | 0.1 (0.0)                                   | 5.6 (2.2)                                   | 22.0 (8.7)                                  | 93.1 (36.7)                                 |
| 평균 강수일수 (≥ 0.2 mm)                    | 12.5                                        | 10.8                                        | 11.2                                        | 12.5                                        | 12.2                                        | 12.0                                        | 10.4                                        | 11.5                                        | 13.0                                        | 13.0                                        | 14.3                                        | 13.0                                        | 146.4                                       |
| 평균 강우일수 (≥ 0.2 mm)                    | 5.5                                         | 5.3                                         | 8.0                                         | 11.8                                        | 12.2                                        | 12.0                                        | 10.4                                        | 11.5                                        | 13.0                                        | 13.0                                        | 12.7                                        | 7.4                                         | 122.7                                       |
| 평균 강설일수 (≥ 0.2 cm)                    | 7.8                                         | 6.3                                         | 4.0                                         | 1.1                                         | 0.0                                         | 0.0                                         | 0.0                                         | 0.0                                         | 0.0                                         | 0.1                                         | 2.1                                         | 6.5                                         | 27.9                                        |
| 출처: Environment Canada                    |                                             |                                             |                                             |                                             |                                             |                                             |                                             |                                             |                                             |                                             |                                             |                                             |                                             |

| Oshawa (1981−2010)의 기후 | Oshawa (1981−2010)의 기후 | Oshawa (1981−2010)의 기후 | Oshawa (1981−2010)의 기후 | Oshawa (1981−2010)의 기후 | Oshawa (1981−2010)의 기후 | Oshawa (1981−2010)의 기후 | Oshawa (1981−2010)의 기후 | Oshawa (1981−2010)의 기후 | Oshawa (1981−2010)의 기후 | Oshawa (1981−2010)의 기후 | Oshawa (1981−2010)의 기후 | Oshawa (1981−2010)의 기후 | Oshawa (1981−2010)의 기후 |
| 월                        | 1월                       | 2월                       | 3월                       | 4월                       | 5월                       | 6월                       | 7월                       | 8월                       | 9월                       | 10월                      | 11월                      | 12월                      | 연간                      |
| ------------------------- | ------------------------- | ------------------------- | ------------------------- | ------------------------- | ------------------------- | ------------------------- | ------------------------- | ------------------------- | ------------------------- | ------------------------- | ------------------------- | ------------------------- | ------------------------- |
| 역대 최고 기온 °C (°F)    | 14.0 (57.2)               | 11.5 (52.7)               | 23.5 (74.3)               | 29.5 (85.1)               | 32.0 (89.6)               | 34.5 (94.1)               | 36.5 (97.7)               | 36.0 (96.8)               | 31.5 (88.7)               | 24.4 (75.9)               | 21.1 (70.0)               | 16.5 (61.7)               | 36.5 (97.7)               |
| 일평균 최고 기온 °C (°F)  | −1.1 (30.0)               | 0.1 (32.2)                | 4.2 (39.6)                | 10.8 (51.4)               | 16.9 (62.4)               | 22.3 (72.1)               | 25.1 (77.2)               | 24.3 (75.7)               | 20.2 (68.4)               | 13.3 (55.9)               | 7.4 (45.3)                | 2.1 (35.8)                | 12.1 (53.8)               |
| 일일 평균 기온 °C (°F)    | −4.8 (23.4)               | −3.6 (25.5)               | 0.4 (32.7)                | 6.6 (43.9)                | 12.3 (54.1)               | 17.6 (63.7)               | 20.6 (69.1)               | 20.0 (68.0)               | 15.9 (60.6)               | 9.5 (49.1)                | 4.2 (39.6)                | −1.2 (29.8)               | 8.1 (46.6)                |
| 일평균 최저 기온 °C (°F)  | −8.5 (16.7)               | −7.3 (18.9)               | −3.5 (25.7)               | 2.5 (36.5)                | 7.7 (45.9)                | 12.9 (55.2)               | 15.9 (60.6)               | 15.6 (60.1)               | 11.7 (53.1)               | 5.6 (42.1)                | 1.0 (33.8)                | −4.4 (24.1)               | 4.1 (39.4)                |
| 역대 최저 기온 °C (°F)    | −30.5 (−22.9)             | −27 (−17)                 | −24 (−11)                 | −13.3 (8.1)               | −2.8 (27.0)               | 1.1 (34.0)                | 6.0 (42.8)                | 3.0 (37.4)                | −0.6 (30.9)               | −7.8 (18.0)               | −13 (9)                   | −29 (−20)                 | −30.5 (−22.9)             |
| 평균 강수량 mm (인치)     | 65.6 (2.58)               | 56.6 (2.23)               | 54.2 (2.13)               | 72.7 (2.86)               | 78.9 (3.11)               | 73.9 (2.91)               | 73.1 (2.88)               | 77.4 (3.05)               | 94.0 (3.70)               | 70.1 (2.76)               | 84.8 (3.34)               | 70.7 (2.78)               | 871.9 (34.33)             |
| 평균 강우량 mm (인치)     | 30.0 (1.18)               | 31.7 (1.25)               | 40.7 (1.60)               | 70.6 (2.78)               | 78.9 (3.11)               | 73.9 (2.91)               | 73.1 (2.88)               | 77.4 (3.05)               | 94.0 (3.70)               | 70.0 (2.76)               | 80.0 (3.15)               | 45.8 (1.80)               | 766.1 (30.16)             |
| 평균 강설량 cm (인치)     | 35.6 (14.0)               | 24.9 (9.8)                | 13.5 (5.3)                | 2.0 (0.8)                 | 0.0 (0.0)                 | 0.0 (0.0)                 | 0.0 (0.0)                 | 0.0 (0.0)                 | 0.0 (0.0)                 | 0.1 (0.0)                 | 4.7 (1.9)                 | 24.9 (9.8)                | 105.8 (41.7)              |
| 평균 강수일수 (≥ 0.2 mm)  | 13.6                      | 10.4                      | 11.0                      | 12.8                      | 12.8                      | 10.8                      | 10.6                      | 11.2                      | 12.1                      | 13.5                      | 14.4                      | 12.6                      | 145.7                     |
| 평균 강우일수 (≥ 0.2 mm)  | 5.7                       | 5.0                       | 7.9                       | 12.4                      | 12.8                      | 10.8                      | 10.6                      | 11.2                      | 12.1                      | 13.4                      | 13.3                      | 7.5                       | 122.7                     |
| 평균 강설일수 (≥ 0.2 cm)  | 8.7                       | 6.3                       | 3.8                       | 0.85                      | 0.0                       | 0.0                       | 0.0                       | 0.0                       | 0.0                       | 0.08                      | 1.8                       | 5.9                       | 27.5                      |
| 출처: Environment Canada  |                           |                           |                           |                           |                           |                           |                           |                           |                           |                           |                           |                           |                           |

## 인구
2011년 기준 더럼 지방자치구의 인구는 608,124명으로, 2001년에 비해 8.4% 증가하였다. 더럼 지역에서 인구 증가율이 가장 높은 지역은 스쿠고그 인디언 보호구역 (+29.2%, 93명)과, 에이잭스 (+21.6%, 109,600명)이고 가장 낮은 지역은 브록 (-5.3%, 11,341명)과, 스쿠고그 (+0.6%, 21,569명)로 나타났다.
2006년 통계에 따르면, 더럼 지역 인구의 20.3%가 이민자인 것으로 조사되었으며, 주요 소수 민족은 전체 인구의 16.8%를 구성한다. 이민자의 8.7%는 2001년과 2006년 사이에 이민을 온 것으로 조사되었다.
더럼 인구의 48.9%는 남성이고, 51.1%는 여성이다. 만 5세 미만 어린이는 전체 인구의 5.8%를 차지하며, 이는 온타리오 주의 5.5%보다 조금 높은 편이다. 65세 이상 은퇴 연령기에 있는 사람들은 전체 인구의 10.7%로, 온타리오 주의 13.6%보다 2.9% 낮다. 더럼 지역의 평균 연령은 37.7세로, 온타리오 주 평균 39세보다 1.3세 어리다.
| 연도                      | 인구    | ±%     |
| ------------------------- | ------- | ------ |
| 1991                      | 409,070 | —      |
| 1996                      | 458,616 | +12.1% |
| 2001                      | 506,901 | +10.5% |
| 2006                      | 561,258 | +10.7% |
| 2011                      | 608,124 | +8.4%  |
| 2016                      | 645,862 | +6.2%  |
| 2016, 2011, 2006, earlier |         |        |

## 정치
더럼 지방자치구는 더럼 지방자치구 의회에서 운영하며, 의원은 공석인 브록 시장을 제외한 7명의 시장과 21명의 의원으로 구성되며, 2011년 현재 의장은 로저 앤더슨이 맡고 있다. 지방자치구 정부는 지역 경찰, 교통국, 수도, 분리수거 (오샤와, 휘트비 제외) 등의 업무를 맡는다.
더럼 지역의 연방 선거구와 주의회 선거구는 더럼, 에이잭스―피커링, 오샤와, 피커링―스카보로 이스트, 휘트비―오샤와, 핼리버튼―카와사레이크―브록 등 6개 구로, 이 중 스카보로 이스트―피커링은 토론토에, 핼리버튼―카와사레이크―브록은 핼리버튼 카운티와 카와사레이크에 걸쳐있다. 2011년 4월 현재 더럼 지방의 연방 의원은 베벌리 오다 (Beverley Oda, 보수당, 더럼), 마크 홀랜드 (Mark Holland, 자유당, 에이잭스-피커링), 콜린 캐리 (Colin Carrie, 보수당, 오샤와), 다니엘 맥티그 (Daniel McTeague, 자유당, 피커링―스카보로 이스트), 제임스 플라어티 (James Flaherty, 보수당, 휘트비―오샤와), 배리 드볼린 (Barry Devolin, 보수당, 핼리버튼―카와사레이크―브록)이고, 주 의원은 존 오툴 (John O'Toole, 진보보수당, 더럼), 조 딕슨 (Joe Dickson, 자유당, 에이잭스―피커링), 제리 울레트 (Jerry Ouellette, 진보보수당, 오샤와), 웨인 아더스 (Wayne Arthurs, 자유당, 피커링―스카보로 이스트), 크리스틴 엘리엇 (Christine Elliott, 진보보수당, 휘트비―오샤와, 릭 존슨 (Rick Johnson, 자유당, 핼리버튼―카와사레이크―브록)이다.

## 방송
더럼 지역은 비교적 규모가 큰 도시인 오샤와가 있음에도 불구하고 광역 토론토에 해당하기 때문에 더럼 지역의 자체 방송국은 많지 않다. 텔레비전 방송국은 CBC 토론토 방송을 더럼 지역에 재송출하는 '채널 12 더럼'이 있으며, 라디오 방송국은 에이잭스에 1개, 오샤와에 2개의 방송국이 있다. 아래는 더럼 지역의 텔레비전과 라디오 방송국 목록이다.
| 위성 채널 | 디지털 채널 | 콜 사인   | 네트워크    | 비고               |
| --------- | ----------- | --------- | ----------- | ------------------ |
| 22        | 48          | CHEX-TV-2 | 캐나다 방송 | 토론토의 CBLT 중계 |

| 주파수           | 콜 사인 | 브랜드명      | 종류   | 소유자           | 비고 |
| ---------------- | ------- | ------------- | ------ | ---------------- | ---- |
| 1580 AM 107.7 FM | CKDO    | CKDO          | 올디스 | 더럼 라디오 Inc. |      |
| 94.9 FM          | CKGE-FM | 94.9 The Rock | 록     | 더럼 라디오 Inc. |      |
| 95.9 FM          | CJKX-FM | KX96          | 컨츄리 | 더럼 라디오 Inc. |      |

## 교통
더럼 지역은 토론토 등지로 이어지는 401번 고속도로와 407번 고속도로, 그리고 몇 개의 온타리오 주도가 지나간다. 대중 교통은 더럼 지역 교통국이 더럼 지역의 시내버스 노선을 운행하며, 고 트랜싯이 피커링, 에이잭스, 휘트비, 오샤와 역에서 통근 열차로 토론토 유니언 역까지 수송한다. 그 외 고 트랜싯은 레이크쇼어 이스트, 스토우빌 선 기차역에서 클라링턴, 포트 페리, 억스브리지까지 버스 연결편을 운행한다.

### 도로
- 고속도로
  - 401번 고속도로
    - (토론토) - 지방도 제38호선 (화이츠 로드) - 지방도 제29호선 (리버풀 로드) - 지방도 제1호선 (브록 로드) - 지방도 제31호선 (웨스트니 로드) - 지방도 제44호선 (하우드 애비뉴) - 지방도 제41호선 (살렘 로드) - 지방고속화도로 제12호선 (브록 스트리트) - 지방도 제26호선 (틱슨 로드) - 지방도 제53호선 (스티븐슨 로드) - 지방도 제54호선 (파크 로드) - 지방도 제2호선 (심코 스트리트) - 지방도 제16호선 (릿슨 로드) - 지방도 제22/33호선 (블로어 스트리트 / 하모니 로드) - 지방도 제34호선 (코티스 로드) - 홀트 로드 - 지방도 제57호선 (웨이벌리 로드) - 지방도 제14호선 (리버티 스트리트) - 베넷 로드 - 35/115번 고속도로 - 지방도 제17호선 (밀 스트리트) - 지방도 제18호선 (뉴턴빌 로드) - (노섬벌랜드)

  - 407번 고속도로
    - (요크) - 요크 지방도 제30호선 (요크-더럼 라인) - 노스 로드 - 피커링 공항 연결 도로 - 24 사이드라인 - 지방도 제1호선 (브록 로드) - 7번 고속도로 (종점)

#### 버스
더럼 지역은 지방자치구 의회 산하의 더럼 지역 교통국 (Durham Regional Transit, DRT)에서 버스를 운행중이며, 고 트랜싯 이용 승객은 프레스토 카드로 환승 할인을 받을 수 있다. 버스 노선 번호는 세 자리 수로 이루어져 있으며, 100번대는 피커링, 200번대는 에이잭스, 300번은 휘트비, 400번은 오샤와, 500번은 클라링턴, 그리고 지역 버스는 900번대이다. 다만 브록이나 스쿠고그, 억스브리지에 운행 중인 마을 버스는 노선 번호가 존재하지 않는다. 2009년 7월 1일부터 적용된 DRT의 버스 요금은 아래와 같다.
| 요금 종류      | 현금     | 정기권   | 티켓 (10장) |
| -------------- | -------- | -------- | ----------- |
| 어른           | $ 2.90   | $ 97.00  | $ 26.25     |
| 노인           | $ 1.90   | $ 39.00  | $ 17.85     |
| 학생           | $ 2.70   | $ 81.50  | $ 24.20     |
| 어린이         | $ 1.90   | $ 57.65  | $ 17.85     |
| 고 트랜싯 환승 | $ 0.65   | $ 25.00  | $ 6.25      |
| 학생 정기권    | $ 130.00 | $ 130.00 | $ 130.00    |